# Селья (Аліканте)
Селья (валенс. Sella, ісп. Sella) — муніципалітет в Іспанії, у складі автономної спільноти Валенсія, у провінції Аліканте. Населення — 592 особи (2022).

## Географія
Муніципалітет розташований на відстані близько 360 км на південний схід від Мадрида, 34 км на північний схід від Аліканте.

## Демографія
Динаміка населення (INE ):

## Галерея зображень

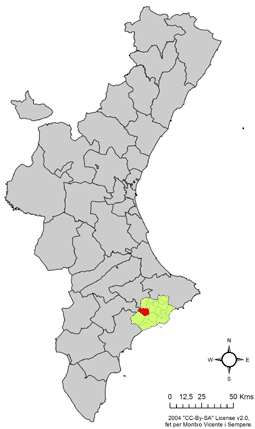
Розташування муніципалітету Селья у автономній спільноті Валенсія
Розташування муніципалітету Селья у комарці Маріна-Баха
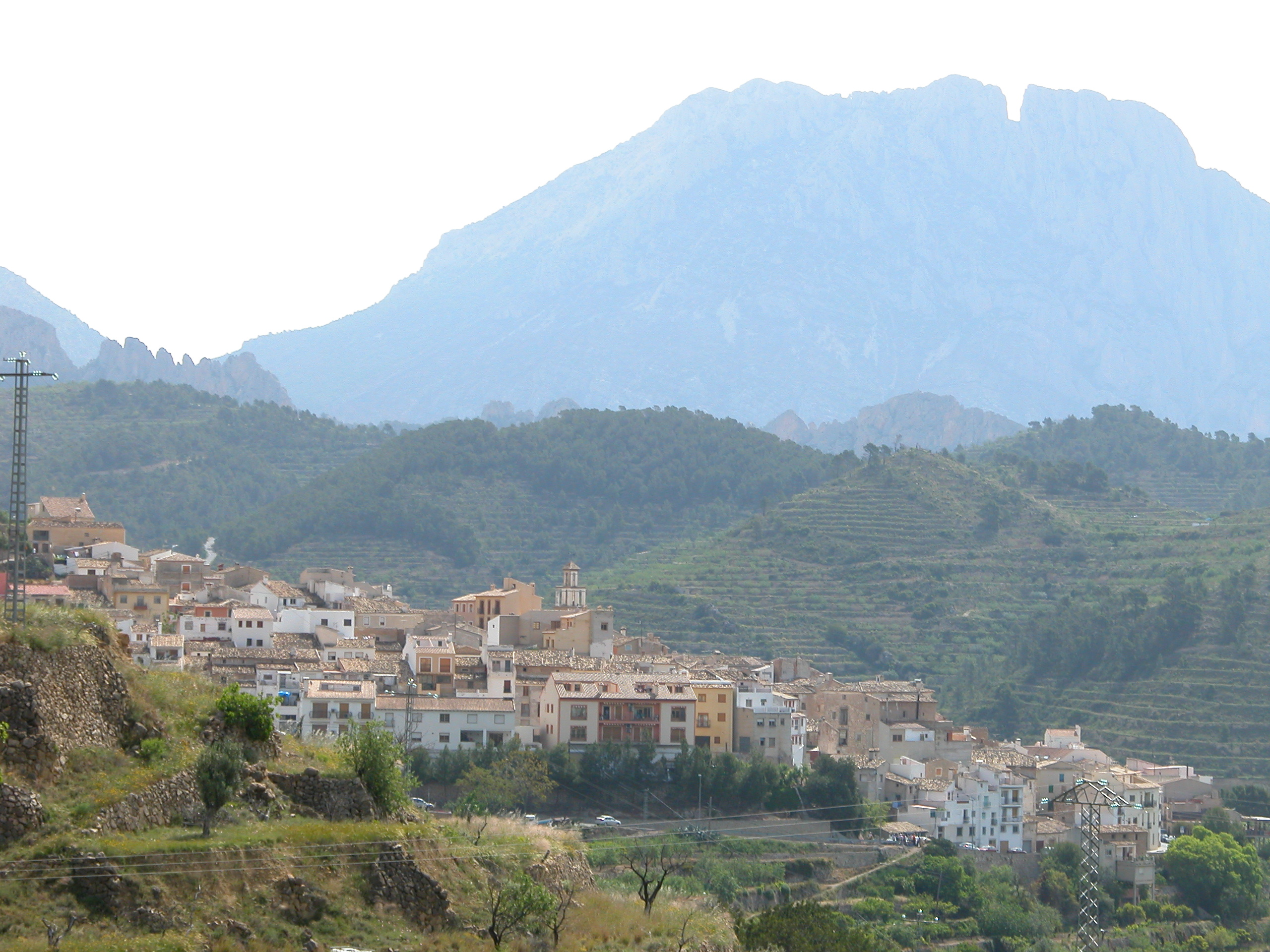
Селья